# Вильгельм II (граф Веймара)
Вильгельм II Великий (нем. Wilhelm II. der Große; ок. 940/945 — 24 декабря 1003) — граф Веймара, старший сын графа Вильгельма I и дочери маркграфа Сорбской марки Поппо II. Вильгельм был первым представителем династии, основной резиденцией которого был Веймар, из-за чего владения получили названия графство Веймар.

## Биография
После смерти отца в 963 году Вильгельм унаследовал владения в Тюрингии, составившие ядро графства Веймар. Также с 965 года Вильгельм упоминается как граф в Гельмегау, с 967 года — как граф в Альтгау и с 974 года — как граф в Фисихгау. Кроме того, он владел землями в Набельгау (между Гельме и Виппер), а также в Омгебирге около Блайхероде. Вильгельм был самым могущественным графом в Тюрингии.
Несмотря на многочисленные дарения, которые императоры Саксонской династии сделали Вильгельму и его отцу, во время восстания герцога Баварии Генриха II после смерти в 983 году императора Оттона II Вильгельм поддержал мятежного герцога. Из-за этого в 984 году армия сторонников малолетнего императора Оттона III осаждала замок Веймар.
После смерти в 1002 году бездетного императора Оттона III началась борьба за императорский трон. Одним из претендентов стал маркграф Мейсена Эккехард I, который был самым серьёзным соперником Вильгельма в Тюрингии. В том же 1002 году Эккехард безуспешно осаждал Веймар. Гибель Эккехарда значительно усилила позиции Вильгельма, который поддержал кандидатуру баварского герцога Генриха IV, избранного в итоге императором под именем Генрих II. Взамен за свою поддержку Вильгельм добился отмены так называемой «свиной дани», которую жители Тюрингии выплачивали в королевскую казну с VI века.
Вильгельм умер 24 декабря 1003 года в преклонном возрасте и был похоронен в Наумбурге. Ему наследовал старший сын Вильгельм III.

## Брак и дети
Имя жены Вильгельма неизвестно. На основании данных ономастики историк Д. Джекмен предположил, что жена Вильгельма могла быть дочерью графа Грабфельда Оттона. Дети:
- Вильгельм III (ум. 16 апреля 1039), граф Веймара с 1003
- Поппо I (ум. 13 июля до 1044), маркграф Истрии с 1012, маркграф Крайны с 1040
- Агнес; муж: Фридрих I (ум. 1042), граф фон Госек, пфальцграф Саксонии